# 조지프 라이트
조지프 라이트풋(Joseph Lightfoot)은 영국의 풍경화, 초상화 화가이다. 산업 혁명의 열기를 표현한 첫 번째 전문 화가로 평가되기도 한다.
조지프 라이트는 테네브리즘 효과를 잘 사용하는 것으료 유명했다. 그의 작품들은 연금술에서 벗어난, 새로운 과학 지식을 습득한 것들이 많다. 이는 종교에서 과학으로 넘어가는 계몽시대를 잘 표현한다.

## 같이 보기
- 조르주 드 라 투르